# 江戸高重
江戸 高重（えど たかしげ）は、南北朝時代の武将。足利氏の家臣。

## 出自
武蔵江戸氏は桓武平氏の平将常を祖とする秩父氏の庶流。

## 略歴
延文2年/正平12年（1357年）、江戸淡路守なる人物が、鶴岡八幡宮の豊島郡小具郷を押領したと訴えられており、これが高重と推定されている。
また「畠山系図」（『続群書類従』）には、高重が遠江守で新田義興を謀殺したと注記される。しかし注記の他の事項が矛盾していて信用できないとされ、新田義興を謀殺した「遠江守」は、高重の父・江戸長門と考えられている。